# Prugovo, Požarevac
Prugovo (Пругово) este un sat situat în partea de est a Serbiei, în Districtul Braničevo. Aparține administrativ de comuna Požarevac. La recensământul din 2002 localitatea avea 774 locuitori.